# R·J·斯卡林吉
羅伯特·約瑟夫·「RJ」·斯卡林吉（英語：Robert Joseph "RJ" Scaringe，1983年1月19日—）是一名美國企業家和工程師，電動汽車製造商Rivian的創始人和執行長。截至2021年12月，斯卡林吉的淨資產估計為17億美元。

## 早年生活和教育
斯卡林吉出生於1983年1月19日。他的父親也叫羅伯特·斯卡林吉，是一名工程師和主流工程公司的創始人。斯卡林吉從小就是一個喜歡汽車，也會在鄰居的車庫裡自行修復汽車。在了解到汽車對環境造成的負面影響後，斯卡林決定將致力創建可持續和環保的交通系統上。
斯卡林吉在佛羅里達州墨爾本長大，就讀墨爾本中央天主教高中，並於2005年在壬色列理工學院獲得機械工程學士學位。之後，斯卡林吉於2007年在麻省理工學院獲得機械工程碩士學位，以及2009年在麻省理工學院的斯隆汽車實驗室獲得機械工程博士學位。

## 職業生涯
斯卡林吉回到佛羅里達州羅克雷治，並在2009年成立自己的一人公司「Mainstream Motors」，該公司後來在2011年改名為Rivian汽車公司。2021年11月10日，Rivian公司上市，其股票在纳斯达克上市。斯卡林吉是董事會主席，擁有9.5%的投票權。由於他完全擁有公司的B股，對董事會的決策有完全否決權。此外，斯卡林吉總共擁有Rivian約1.4%的股份。

## 個人生活
2014年8月，斯卡林吉在密西根州與梅根·麥戈恩（Meagan McGone）結婚，之後他們育有三個孩子。